# Памятник Николаю Копернику (Краков)
Памятник Николаю Копернику в Кракове является работой скульптора Циприана Годебского, выполненной в 1899 году. Торжественное открытие состоялось 8 июня 1900 года во дворе Коллегиум Майус — старейшего здания Ягеллонского университета. В 1953 году по инициативе профессора Кароля Эстрайхера- младшего памятник был перенесен в городской парк Краковские Планты и установлен перед зданием Коллегиум Витковски Ягеллонского университета, где и находится в настоящее время.
Бронзовый памятник изображает Николая Коперника в костюме студента, стоящего на гранитном пьедестале, в который вмонтированы четыре мраморных барельефа с латинскими надписями, посвященными памяти великого астронома. Коперник держит в руках астролябию. Первоначально памятник был спроектирован как фонтан, о чём свидетельствуют приспособления для стока воды внизу пьедестала. Четыре мраморных колонны, окружающие пьедестал, стилизованы к неоготическим очертаниям здания Коллегиум Майус.
Инициатором возведения памятника был историк искусств Мариан Соколовски; средства, на которые был возведён памятник, изначально предназначались для приобретения картин об истории Ягеллонского университета работы Яна Матейко, однако они не были написаны из-за смерти художника. Открытие памятника Копернику было приурочено к 500-летнему юбилею обновления Ягеллонского университета.
Помимо памятника у Ягеллонского университета, в Кракове есть ещё два памятника Николаю Копернику:
- в костёле Святой Анны, к северо-западу от трансепта находится памятник Копернику, спроектированный и оплаченный в 1822 году архитектором-иезуитом Себастьяном Сераковски[пол.], выполненный из чёрного мрамора Яном Непомукеном Гальего. Этот памятник представляет собой статую музы астрономии Урании, держащей одной рукой щит с созвездиями, а другой — лавровый венок на Копернике.
- памятник, изображающий сидящего Николая Коперника, прижавшего руку к астролябии и раскрывшего книгу, на лестничной площадке здания ПАН на улице Славковска[пол.], работа Валери Гадомски 1872 года. Сооружение этого памятника финансировалось аристократкой Софьей Потоцкой, а открытие памятника в здании Академии знаний в феврале 1873 году было приурочено к 400-летию со дня рождения великого астронома.